# Robert Langdon
Robert Langdon je fiktivní profesor náboženské ikonologie a symbologie na Harvardově univerzitě. Postava byla vytvořena spisovatelem Danem Brownem pro jeho romány Andělé a démoni, Šifra mistra Leonarda, Ztracený symbol, Inferno a Počátek. Filmovým představitelem Roberta Langdona je herec Tom Hanks.

## Původ jména postavy
Brown pojmenoval postavu po Johnu Langdonovi, profesoru typografie na Drexelově univerzitě, známém tvůrci ambigramů.

## Zájmy
Jeho velkým koníčkem je plavání. Každé ráno chodí plavat do bazénu na Harvardově univerzitě.

## Zvláštnosti
- Trpí klaustrofobií.
- Má eidetickou paměť.